# Polizeiruf 110: Cassandras Warnung
Cassandras Warnung ist ein Fernsehfilm aus der Krimireihe Polizeiruf 110. Der im Auftrag des Bayerischen Rundfunks (BR) unter der Regie von Dominik Graf produzierte Film wurde am 21. August 2011 erstgesendet. Es handelt sich um die 321. Polizeiruf-110-Folge und den ersten Fall für Hauptkommissar Hanns von Meuffels.
In seinem ersten Fall ermittelt der Kommissar gegen einen Polizisten. Da sich Herr von Meuffels erst am Münchner Polizeipräsidium beweisen muss, wird er zunächst nicht ernst genommen, was die Ermittlung zusätzlich erschwert.

## Handlung
Im Haus des Polizisten Gerry Vogt wird dessen Frau erschossen. Da er selbst in diesem Fall nicht ermitteln darf, soll Hauptkommissar Hanns von Meuffels, der gerade neu in das Münchner Polizeipräsidium gewechselt ist, den Fall übernehmen. Überraschenderweise stellt sich heraus, dass nicht Diana Vogt, sondern eine Freundin dem Anschlag zum Opfer fiel, die sich allein im Haus aufhielt. Gerry Vogt verdächtigt eine Cassandra, mit der er eine Affäre hatte, seine Frau umbringen zu wollen, weil sie die Beendigung ihrer Beziehung nicht akzeptiert.
Diana Vogt wird daraufhin unter Personenschutz gestellt, und von Meuffels versucht, mit Gerry Vogts Hilfe Cassandra zu finden. Ihre Wohnung ist leer, und der Kommissar kann lediglich eine Zigarettenkippe sichern, was ihm aber nicht weiterhilft, weil die DNA von einem Mann stammt. Jegliche Spuren sind geschickt verwischt, und so würde von Meuffels der Täterin am liebsten eine Falle stellen. Ehe er weiter darüber nachdenken kann, erfolgt ein erneuter Anschlag auf Diana Vogt. Ihre Bewacherin, Kumi Rüth, wird auf unerklärliche Weise vergiftet, und offensichtlich hat sich jemand ins Haus geschlichen. Dank der weiteren Polizeipräsenz bleibt Diana Vogt unverletzt.
Von Meuffels hat bei seinen Ermittlungen das Gefühl, dass irgendetwas nicht stimmt. Niemand von Vogts Kollegen hat Cassandra jemals gesehen. Ebenso kennen sie eigentlich auch seine Frau nicht, die aufgrund einer Erbschaft sehr vermögend ist. Kurzfristig erhofft von Meuffels sich Erkenntnisse über Cassandra von dem Transvestiten Pandora Büchschen, der für Vogt als Informant arbeitet, aber auch das bringt ihn nicht weiter. So bleibt nur noch der Plan, Cassandra eine Falle zu stellen und einen Lockvogel zu benutzen. Da auch Diana Vogt daran interessiert ist, dass die Bedrohung ein Ende hat, willigt sie ein. Mit größtem Sicherheitsaufwand wird Vogts Haus überwacht und eine Polizeibeamtin als Diana Vogt verkleidet, da man eine Zivilistin nicht gefährden will. Gerry Vogt soll derweil im Polizeipräsidium bleiben, um den Eindruck zu erwecken, dass nur das potentielle Opfer im Haus ist. Nachdem tatsächlich ein Angriff auf das Haus erfolgt, aber letztendlich niemand gefasst werden kann, will Vogt mit seiner Frau ins Ausland. Von Meuffels analysiert die Geschehnisse der letzten Nacht und kommt dahinter, dass Vogt ein falsches Spiel treibt. Cassandra hat es so nie gegeben, wie Vogt es glauben machen wollte. Er selber hat seine Frau von seiner Geliebten erschießen lassen und diese dann als Diana Vogt ausgegeben. Das falsche Paar wird daraufhin verhaftet.

## Hintergrund
Kommissar von Meuffels und die Polizistin Anna Burnhauser begegnen sich in dieser Folge zum ersten Mal.

## Rezeption

### Kritiken
Rainer Tittelbach von tittelbach.tv schreibt sehr lobend: „‚Cassandras Warnung‘ eignet sich nicht zum sonntäglichen Mörderraten. Der Film ist Polizeifilm, Thriller, Beziehungsgeschichte – und dieser ‚Polizeiruf‘ ist ein Spiel mit dem Zuschauer. Die Anlage der Story ist ungewöhnlich, der Handlungsverlauf spannend, eine Finalität ist trotz verspielter Exkursen & Nebengeschichten stets gegeben. Der Film ist dicht, ruhelos, steckt voller Überraschungen. Konzentrierter Einstand von Matthias Brandt.“

„Gewalt und Melancholie – das ergibt eine riskante Dialektik. Die ist nicht von jedem Schauspieler zu schultern. Da hat Graf Glück, dass er die Pilotfolge für den neuen Münchner ‚Polizeiruf 110‘ drehen durfte, in dem Matthias Brandt fortan den Ermittler geben wird. Brandt gehört zu jener seltenen Art Schauspieler, die im unaufgeregten Spiel unterschiedlichste Empfindungen zusammenbringt, ohne dass einem das als Widerspruch erscheint. So einer kann sich in seiner Rolle auch treten und beleidigen lassen, ohne schwach zu wirken.“

### Einschaltquoten
Die Erstausstrahlung von Cassandras Warnung am 21. August 2011 wurde in Deutschland von 7,70 Millionen Zuschauern gesehen und erreichte einen Marktanteil von 25,4 Prozent für Das Erste.

### Auszeichnung
Cassandras Warnung wurde im Jahr 2012 mit dem Hamburger Krimipreis ausgezeichnet.